# Sitzenberg-Reidling
Sitzenberg-Reidling est une commune autrichienne du district de Tulln en Basse-Autriche.